# (10202) 1997 PE
(10202) 1997 PE es un asteroide perteneciente al cinturón de asteroides, descubierto el 1 de agosto de 1997 por el equipo del Near Earth Asteroid Tracking desde el Observatorio de Haleakala, Hawái, Estados Unidos.

## Designación y nombre
Designado provisionalmente como 1997 PE.

## Características orbitales
1997 PE está situado a una distancia media del Sol de 2,336 ua, pudiendo alejarse hasta 2,470 ua y acercarse hasta 2,201 ua. Su excentricidad es 0,057 y la inclinación orbital 5,962 grados. Emplea 1304,16 días en completar una órbita alrededor del Sol.

## Características físicas
La magnitud absoluta de 1997 PE es 13,8. Tiene 4 km de diámetro y su albedo se estima en 0,205.